# Stănești (okręg Bacău)
Stănești – wieś w Rumunii, w okręgu Bacău, w gminie Măgirești. W 2011 roku liczyła 601 mieszkańców.